# Nazionale maschile di rugby a 7 della Francia
La nazionale di rugby a 7 della Francia è la selezione che rappresenta la Francia a livello internazionale nel rugby a 7. Partecipa regolarmente a tutti i tornei delle World Rugby Sevens Series e alla Coppa del Mondo di rugby a 7, oltre a prendere parte anche al Sevens Grand Prix Series organizzato da Rugby Europe. Tra le migliori prestazioni in Coppa del Mondo figura il raggiungimento dei quarti di finale in quattro occasioni (1997, 2005, 2013 e 2018).
La vittoria del suo secondo Sevens Grand Prix Series nel 2015 ha permesso alla nazionale francese di qualificarsi al primo torneo olimpico di rugby a 7 che è stato disputato durante i Giochi di Rio de Janeiro 2016 e a cui la selezione si è fermata ai quarti di finale, classificandosi poi al settimo posto.
Al torneo olimpico di Tokyo 2020 non si è qualificata, mentre a Parigi 2024 la selezione di casa ha conquistato la medaglia d'oro, sconfiggendo in finale i campioni in carica di Figi per 28-7.

## Palmarès
- Giochi olimpici

Parigi 2024: medaglia d'oro
- Sevens Grand Prix Series: 2
2014, 2015

## Partecipazioni ai principali tornei internazionali
- 2016: 7º posto

2024:  1º posto
- 1993: semifinale Bowl
- 1997: quarti di finale
- 2001: quarti di finale Bowl
- 2005: quarti di finale
- 2009: quarti di finale Plate
- 2013: quarti di finale
- 2018: 8º posto
- 2022: 6º posto

- 1999-00: 8º posto
- 2000-01: 13º posto
- 2001-02: 9º posto
- 2002-03: 8º posto
- 2003-04: 7º posto
- 2004-05: 8º posto
- 2005-06: 7º posto
- 2006-07: 8º posto
- 2007-08: 12º posto
- 2008-09: 13º posto
- 2009-10: 13º posto
- 2010-11: 10º posto
- 2011-12: 9º posto
- 2012-13: 9º posto
- 2013-14: 10º posto
- 2014-15: 11º posto
- 2015-16: 11º posto
- 2016-17: 11º posto
- 2017-18: 13º posto
- 2018-19: 8º posto
- 2019-20: 6º posto

- 2002: 4º posto
- 2003:  2º posto
- 2004: 5º posto
- 2005: 4º posto
- 2006: 4º posto
- 2007:  2º posto
- 2008: n.p.
- 2009:  2º posto
- 2010:  2º posto
- 2011: 5º posto
- 2012:  3º posto
- 2013:  2º posto
- 2014:  1º posto
- 2015:  1º posto
- 2016:  2º posto
- 2017: 6º posto
- 2018: 6º posto
- 2019:  2º posto